# Beniowa (Ukraina)
Beniowa (ukr. Беньова) – wieś na Ukrainie w obwodzie lwowskim, w rejonie samborskim, nad górnym Sanem. Liczy 59 mieszkańców.
Znajduje się tu przystanek kolejowy Beniowa, położony na linii Sambor – Czop.

## Historia
Założona w 1491. 1920–1944 Beniowa leżała w powiecie turczańskim w woj. lwowskim W latach 1934–1939 należała do zbiorowej gminy Sianki. Wówczas wieś leżała po obu stronach Sanu. Po wojnie została przecięta granicą państwową. Mieszka tu ok. 60 osób, natomiast polska część Beniowej jest doszczętnie wyludniona.